# Midway (Utah)
Midway è un comune degli Stati Uniti d'America, nella contea di Wasatch nello Stato dello Utah.